# チェルニャホフスク
チェルニャホフスク（チェルニャホーフスク、ロシア語: Черняхо́вск, ラテン文字転写: Chernyakhovsk）は、ロシアのカリーニングラード州中央部にある都市。人口は3万6128人（2021年）。
歴史的には東プロイセンに属し、1946年まではインステルブルク（ドイツ語: Insterburg, リトアニア語: Įsrūtis, ポーランド語: Wystruć）の名で知られた。

## 地理

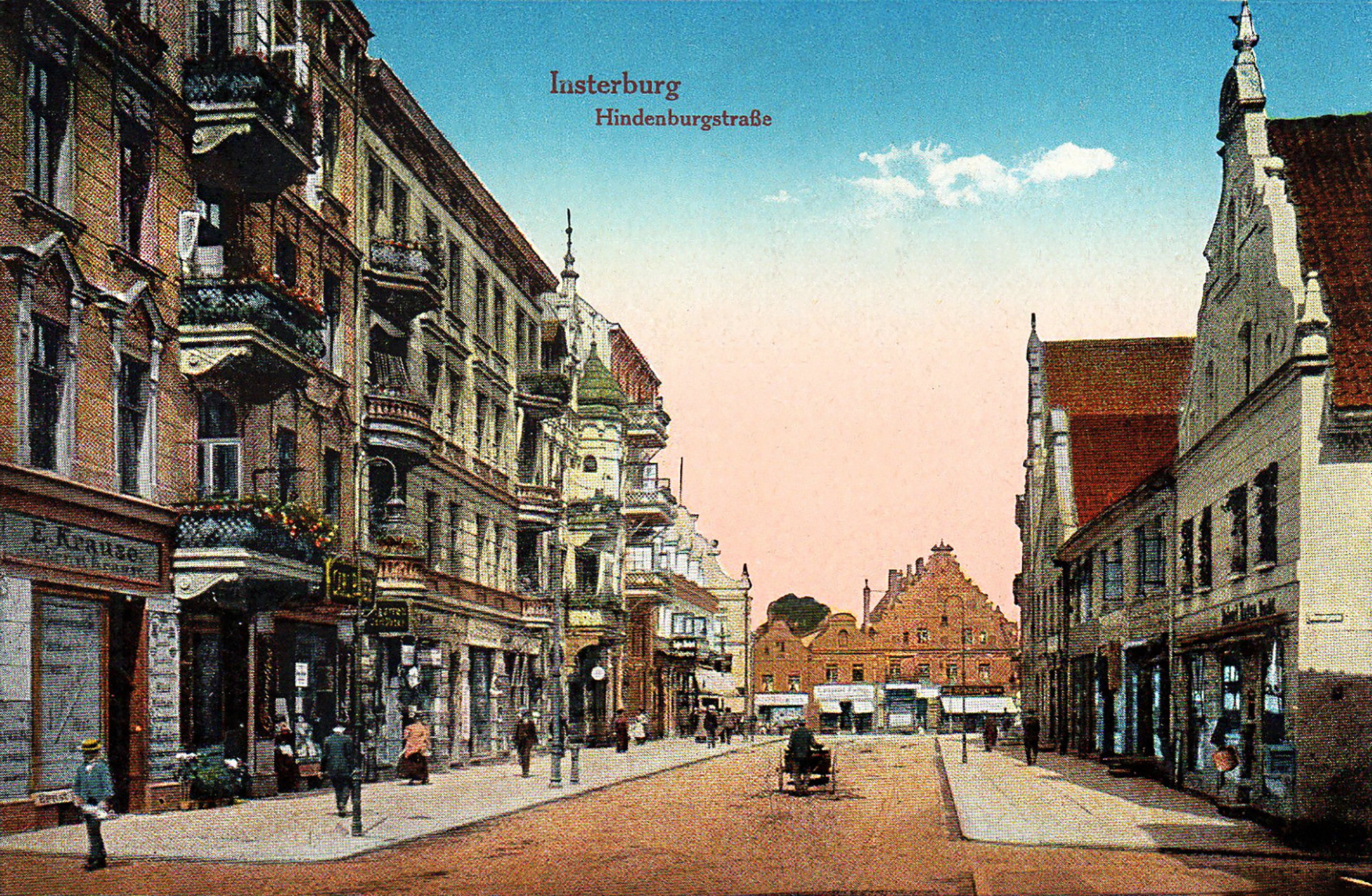
1899年のインステルブルクの街並み

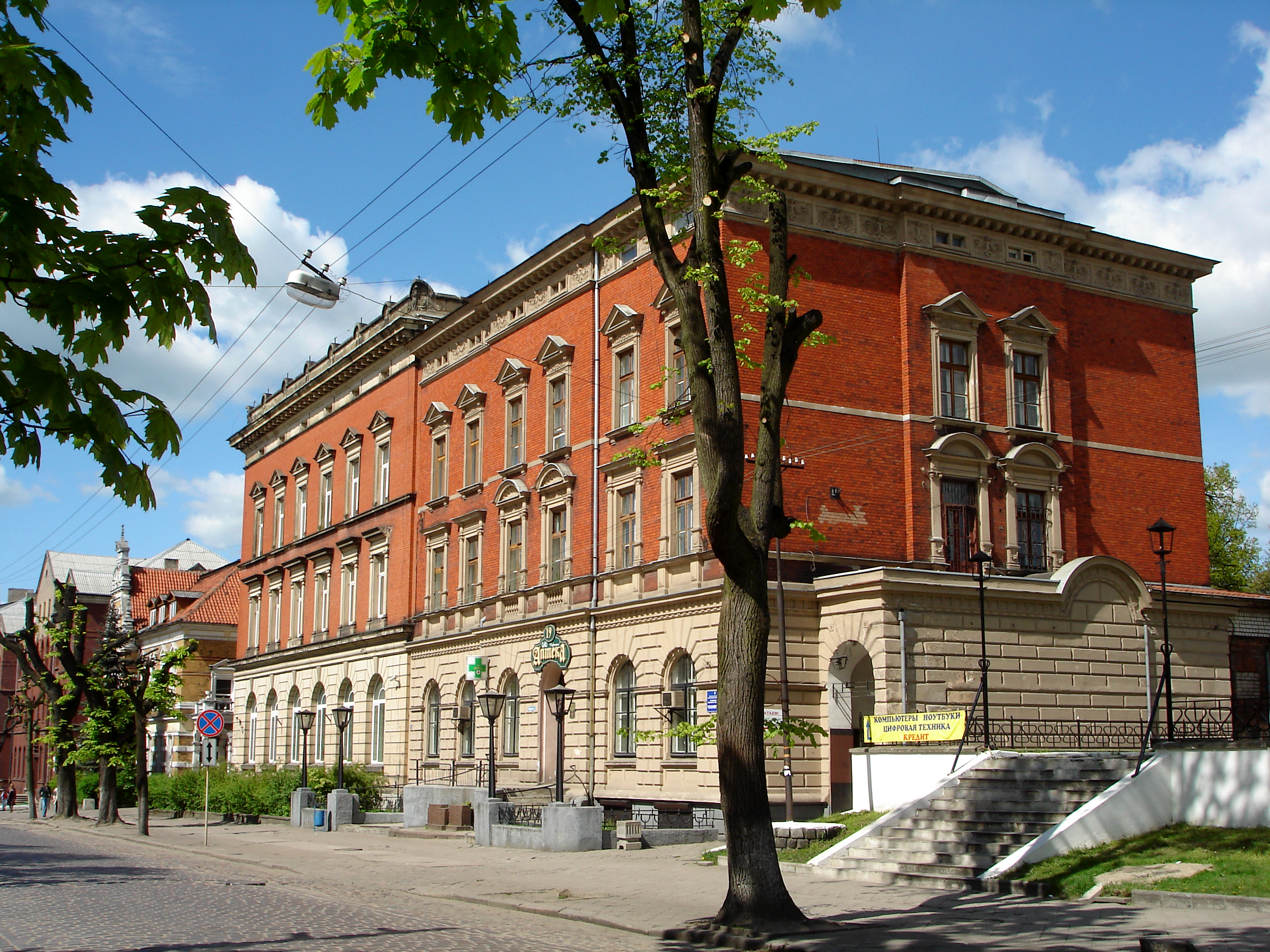
今日のチェルニャホフスク

チェルニャホフスクは、インストルチ川（旧インステル川）とアングラパ川（旧アンゲラップ川）が合流し、この地方最大の川であるプレゴリャ川（旧プレーゲル川）になる地点にある。チェルニャホフスクのドイツ語旧名の「インステルブルク」は、インステル川（Inster、古い書き方では Instrut / Instrud というものもある）に由来する。
カリーニングラード州の中央部に位置し、ベルリン・グダニスク・カリーニングラード・ヴィリニュス・ミンスクを結ぶE28号線およびカリーニングラードからの鉄道が走る。州都カリーニングラードからは東へ88キロメートル。南へ走るとポーランドとの国境があり、国境の町ジェレズノドロジュニ（旧ゲルダウエン）へは57キロメートル。

## 歴史
13世紀にドイツ騎士団による古プロイセン人征服（プロイセン十字軍）が行われた。1336年、ドイツ騎士団総長ディートリッヒ・フォン・アルテンブルクは、かつて古プロイセン人の砦ウンサトラピス（Unsatrapis）があった場所にインスティエルブルク（Instierburg）という城を築いた。ドイツ騎士団とリトアニア大公国との戦いの結果、1376年にこの城は破壊され、1457年にはポーランド王国との戦いでも破壊された。後に城は再建され代官の住まいとなり、城の周囲の市場町も栄えるようになった。
ドイツ騎士団総長アルブレヒト・フォン・ブランデンブルク＝アンスバッハは1525年に騎士団国家を世俗化しプロシア公領を成立させた。インステルブルクはその一部となり、1583年10月10日にはゲオルク・フリードリヒにより都市の特権を与えられている。1701年にはプロイセン王国が成立したが、この時期に疫病が流行してこの地方の人口は激減し、フリードリヒ1世はプロイセンの人口回復に努めドイツなど各地を追われた新教徒の誘致を行った。インステルブルクには、オーストリアのザルツブルクから追放された新教徒が1732年に入植した。
インステルブルクは七年戦争ではロシア帝国軍に、ナポレオン戦争ではフランス軍に占領され、ナポレオン1世はロシア遠征へ向かう途中この町に滞在している。1818年、インステルブルクは東プロイセン州グンビンネン県のインステルブルク地区の中心となった。ナポレオン戦争でロシア軍を率いたミハイル・バルクライ・ド・トーリは、健康悪化のため中欧へ転地療養へ向かう途中、この地で没している。

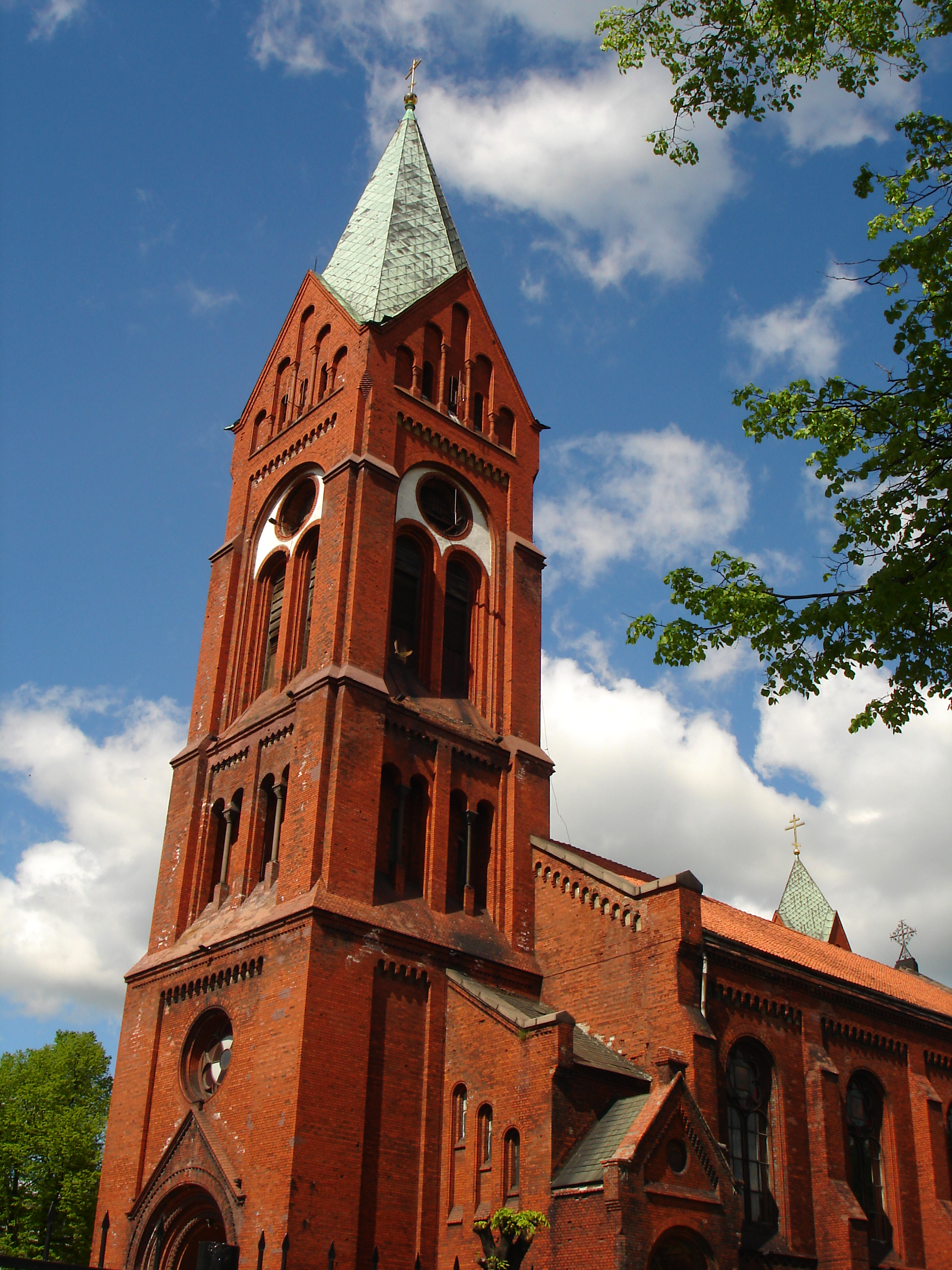
正教会のミハイロフスキー聖堂（プロイセン時代のプロテスタント教会を再利用したもの）

1860年にはケーニヒスベルク（現在のカリーニングラード）からカウナスへ向かう鉄道が開通し、東プロイセン北部のティルジット（現在のソヴィェツク）から南部のリュック（現在のポーランド領エウク）を結ぶ南北の鉄道がここで交わるようになった。鉄道と水運に恵まれたインステルブルクには繊維や冶金の工場が立地し、1885年には人口20,914人を数えた。1901年5月1日にはインステルブルク地区から独立した市となった。第一次世界大戦の緒戦ではロシア帝国陸軍が東プロイセンに侵入し、この地方は大きく荒廃した。戦後、復興計画が立てられ、建築家のハンス・シャロウンがインステルブルクでいくつかの建物を手がけている。第二次世界大戦前には人口は49,000人となった。
第二次世界大戦後期、1944年7月27日にイギリス空軍による空襲が行われ、インステルブルク城を含む街並みは大きく破壊された。さらに1945年1月21日から22日にかけてインステルブルクは赤軍により占領された。東プロイセン北部は戦後、ソビエト連邦のカリーニングラード州となりドイツ人追放が行われ、住民はソ連各地からの移民に置き換わった。1946年にはインステルブルクは、ケーニヒスベルクの戦いで戦死した赤軍の大将イワン・チェルニャホフスキーの栄誉を称えてチェルニャホフスクと改名された。
ソビエト連邦の崩壊後はカリーニングラード州はロシアの飛び地となり、1990年代には経済的に厳しい状態が続いた。この時期、ドイツとロシアの協力で第一次世界大戦の戦没者墓地や歴史的建造物などの再建や補修が行われた。2002年の国勢調査では、ソ連崩壊前を上回る人口を記録しているが、その後は減少に転じている。

## 見所

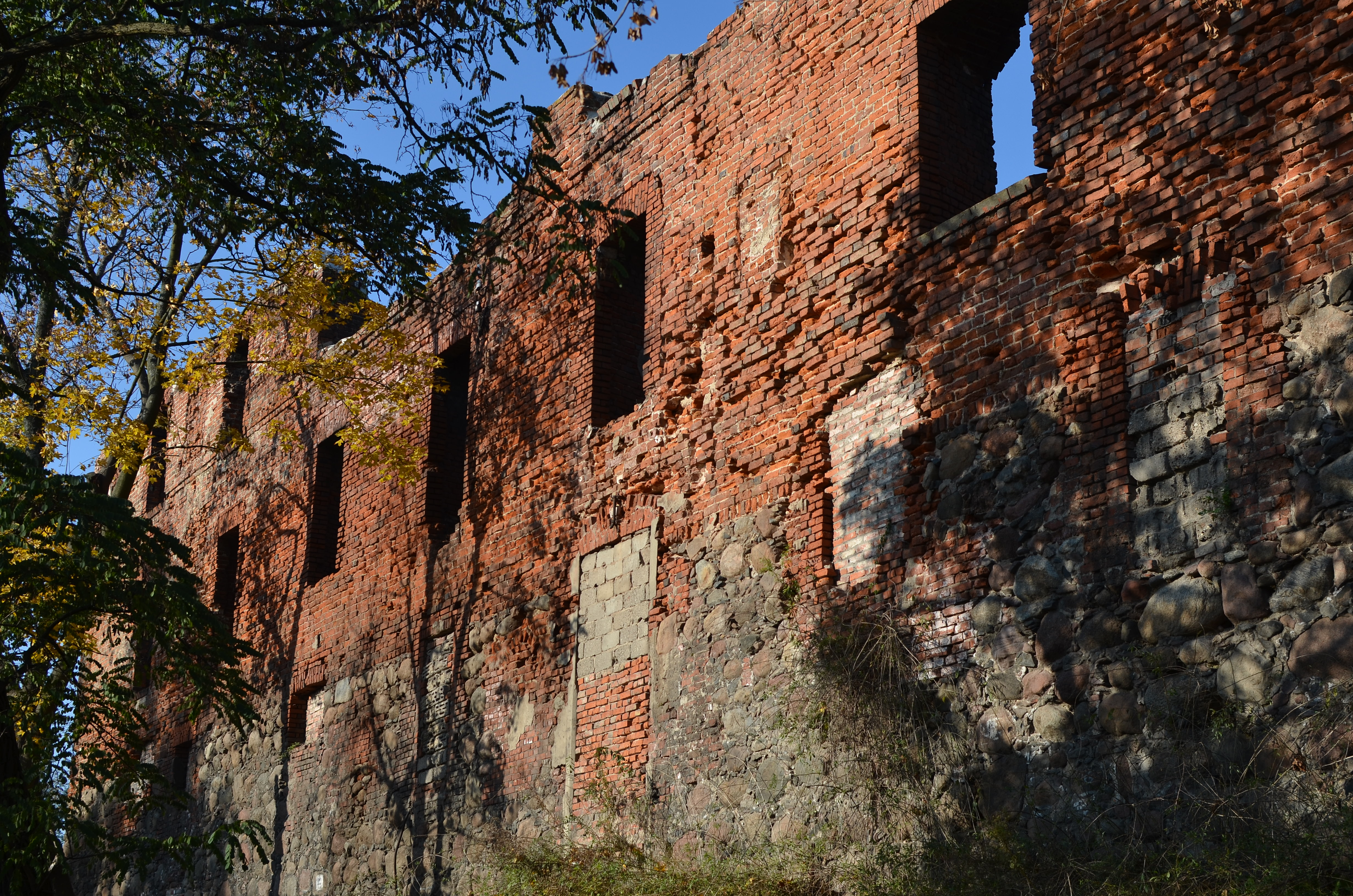
インステルブルク城の廃墟

現在も市内にはドイツ時代の教会や建物が多く残り、正教会の聖堂などに転用されている。騎士団の城（Ordensburg）であったインステルブルク城はイギリス軍の空襲で廃墟となっているが、外観は残っており、騎士団を記念するフェスティバルも2年に1度行われている。

## 人口推移
人口は1989年ソ連国勢調査では39,622人、2002年全ロシア国勢調査では44,323人だった。

## 姉妹都市
- キルヒハイムボーランデン、ドイツ
- ヴェンゴジェヴォ、ポーランド
- ベジエ、フランス
- ブジェク・ドルニ、ポーランド
- マリヤンポレ、リトアニア